# Izquierda Democrática

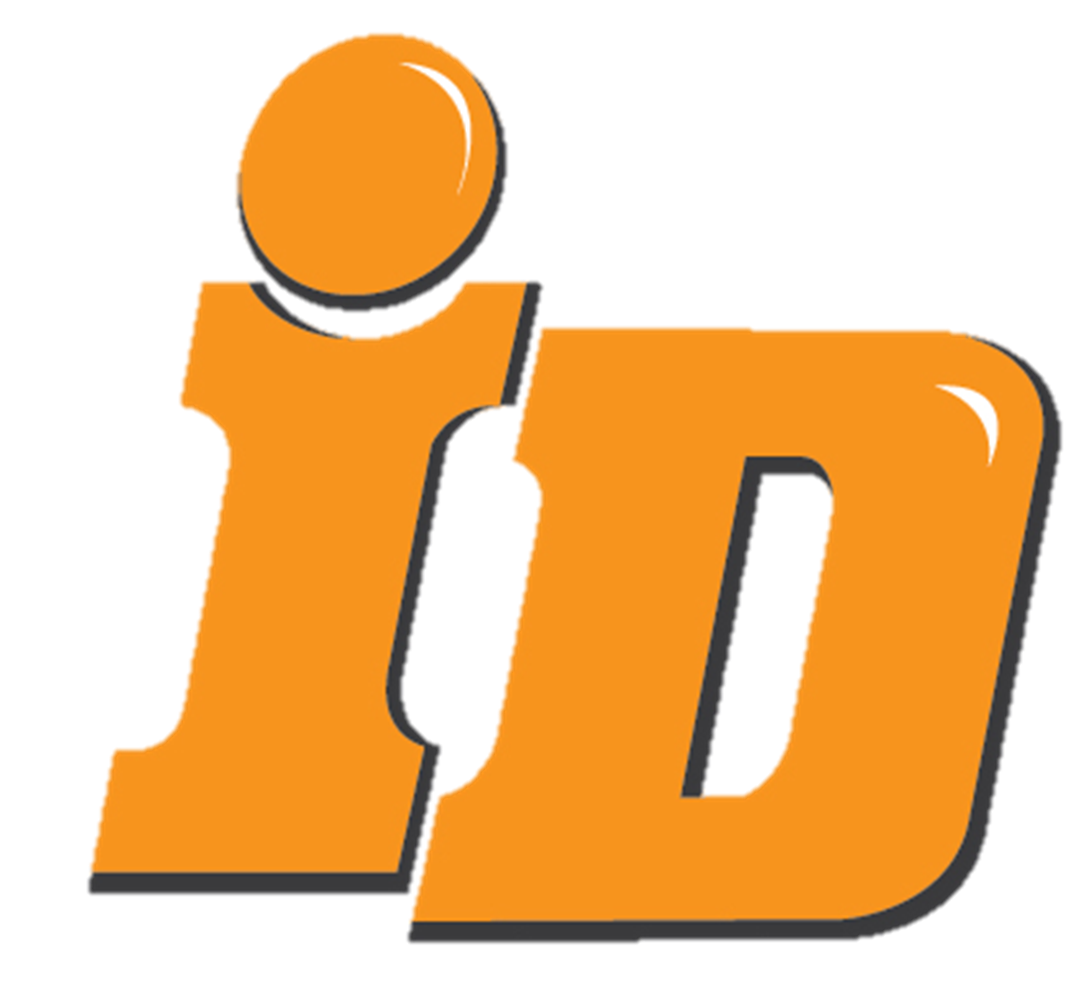
Logo der ID

Die Izquierda Democrática (spanisch für Demokratische Linke; ID) ist eine politische Partei in Ecuador. Sie ist sozialdemokratisch ausgerichtet und Mitglied der Sozialistischen Internationale. Ihr Vorsitzender ist seit 2020 Guillermo Herrera. Der Sitz der Partei befindet sich in der Hauptstadt Quito, unter der Adresse Polonia N30-83 y Eloy Alfaro.

## Geschichte
Die Izquierda Democrática wurde offiziell am 5. Mai 1978 nach dem Ende der Militärdiktatur unter Guillermo Rodríguez Lara bzw. Alfredo Poveda Burbano in das ecuadorianische Parteienregister eingetragen. Bereits vor der Militärdiktatur war jedoch 1970 auf Initiative von Rodrigo Borja, Manuel Córdova und Luis Costales unter anderem in Quito eine politische Gruppierung gleichen Namens gegründet worden, die bei Regionalwahlen in der Provinz Pichincha beachtliche Erfolge erzielte, jedoch die Bürgermeisterwahlen in Quito nicht für sich entscheiden konnte. Die erste Izquierda Democrática war institutionell und personell Vorläufer der Ende der 1970er endgültig gegründeten Partei. Sie entstand, da Rodrigo Borja, Universitätsprofessor und seit 1966 Abgeordneter der Liberalen Partei angesichts einer informellen Koalition seiner Partei mit dem populistischen Präsidenten Velasco Ibarra sich 1967 von dieser abwandte und die Gründung einer neuen, nicht-marxistischen Partei der Linken anstrebte.
1976 fand der erste offizielle Parteitag der Izquierda Democrática statt, der von vielen als eigentliche Parteigründung angesehen wird. Dieser verabschiedete die Statuten, ein Wahlprogramm für die Präsidentschaftswahlen 1978 und ernannte Borja zum Präsidentschaftskandidaten. Erster Vorsitzender wurde Gonzalo Córdova. Bei den Präsidentschaftswahlen 1978/79 konnte sich Borja aber im ersten Wahlgang nicht für die Stichwahl qualifizieren.
Die ID war nicht Partei einer sozialen Bewegung und hatte ihre Wurzeln in einer Gruppe gebildeter Angehöriger der oberen Mittelschicht Quitos. Ihre Struktur war zu Beginn recht reduziert. Erst seit 1984 breitete sich die Partei nachhaltig in ganz Ecuador aus.
Im selben Jahr  belegte Borja bei den Präsidentschaftswahlen in der Stichwahl knapp nur den zweiten Platz hinter León Febres Cordero (PSC), obwohl er kurz zuvor noch als Favorit gegolten hatte.
1988 gewann Borja die Präsidentschaftswahlen und amtierte bis 1992. Raúl Baca kam 1992 als Kandidat jedoch nicht in die Stichwahl. Bereits während der Präsidentschaft Borjas begann eine Diskussion über Programmatik, Struktur und ideologische Ausrichtung der Partei. Die Führerfigur Borja wurde von mehreren parteiinternen Gruppen zunehmend in den Hintergrund gedrängt. Bei den Präsidentschaftswahlen 1996 nominierte ID keinen eigenen Kandidaten, sondern unterstützte jeweils den Fernsehmoderator Freddy Ehlers, der als unabhängiger Kandidat auch für die Indígena-Bewegung Pachakutik antrat. 1998 und 2002 kandidierte nach längeren Diskussionen erneut Borja und kam als jeweils nicht in die Stichwahl.
Bei den Präsidentschaftswahlen 2006 ging ID eine Allianz mit Red Ética y Democracia (RED), einer 2005 von León Roldós gegründeten Gruppierung ein. Roldós war gemeinsamer Präsidentschaftskandidat; sein Kandidat für das Amt des Vizepräsidenten war Ramiro González von der ID, der bisherige Präfekt der Provinz Pichincha. Das Gespann belegte jedoch mit 14,8 Prozent der Stimmen im ersten Wahlgang lediglich den vierten Platz und kam nicht in die Stichwahl.
Die ID gilt heute als am modernsten organisierte und geführte Partei Ecuadors. Sie ähnelt in ihrer Organisation unter den ecuadorianischen Parteien am ehesten dem mitteleuropäischen Vorbild der Volkspartei.
Obwohl die Partei in Borja lange Zeit eine dominierende Persönlichkeit hatte, war die Struktur der Partei im Vergleich zu anderen Parteien Ecuadors weniger klientelistisch und weniger de facto von ihrem Parteiführer abhängig. Borja, der als Staatsrechtsprofessor lehrte, betonte die Notwendigkeit rationaler Entscheidungsfindung über Gremien und Kommissionen. Die ecuadorianischen Parteien genießen aber aufgrund der häufig wechselnden Koalitionen im Nationalkongress und damit verbundenen Hinterzimmerverhandlungen insgesamt ein eher geringes Ansehen. ID wird in diesem Zusammenhang vielfach ebenfalls als Teil des Systems etablierter Parteien gesehen und entsprechend bewertet.
Dies wurde bei den Wahlen zur Verfassunggebenden Versammlung 2007/08 deutlich, bei der die Partei nur drei der 130 Mandate erreichen konnte, während die neu gegründete Partei des Präsidenten Rafael Correa, Movimiento PAÍS, 80 Sitze erzielte.

## Programm
Die Partei sieht als ihre „Mission“ an, „durch demokratischen Sozialismus eine gerechte, humanistische und solidarische Gesellschaft zu errichten, mit einem Projekt für das Land, das den Ecuadorianern sozioökonomische Entwicklung erreiche.“
Sie strebt soziale Gerechtigkeit und eine in diesem Sinne „gerechtere“ Gesellschaft Ecuadors an und vor allem größere politische, soziale und wirtschaftliche Teilhabe für die benachteiligten Unterschichten. Dieser Ansatz des „sozialen Wandels“ macht sie im Selbstverständnis zu einer sozialen Partei, die aber für diesen Wandel auf demokratische Institutionen und Rechtsstaatlichkeit setzt. Sie legt Wert darauf, sich als institutionenorientierte, dezidiert nicht populistische Partei zu präsentieren.
Die Partei tritt in ihrem Programm besonders für größere Bürgernähe der Politik ein, um Demokratie zu stärken und Umsetzung der Ziele der Bevölkerung zu ermöglichen. Dies beinhaltet, dass die Partei auch politische Projekte aus der Bevölkerung, insbesondere den Zielgruppen der Partei, aufgreifen will. Sie strebt eine demokratische Organisation der Partei an und damit eine Politik, die strukturell wie ideologisch von derjenigen der klassischen wirtschaftlichen und sozialen Eliten des Landes abweicht.
Wirtschaftspolitisch befürwortet sie weder freie Marktwirtschaft noch Planwirtschaft, sondern einen dritten Weg. In historischer Perspektive nimmt in den Diskursen und Programmen der Partei die Bedeutung des Staates als Wirtschaftsmotor ab und diejenige des Marktes zu. Von linken Gruppierungen wird daher heute eine neoliberale Tendenz in der ID ausgemacht. Sie tritt für Vollbeschäftigung, Modernisierung des Staatswesens und ihrem Namen gerecht werdende soziale Sicherungssysteme ein.
Insgesamt ist sie als Mitte-links-Partei anzusehen und definiert sich auch selbst als solche.

## Vorsitzende seit 1978
Angegeben sind alle Vorsitzenden der Partei seit der Eintragung ins Parteienregister
- 1978–1980: Gonzalo Córdova
- 1980–1982: Raúl Baca
- 1982–1983: Rodrigo Borja
- 1983–1987: Xavier Ledesma (1987 interimistisch Alcides Mosquera)
- 1987–1989: Efren Cocíos
- 1989–1992: Nicolás Issa
- 1992–1993: Andrés Vallejo
- 1993–1996: Jorge Gallardo
- 1996–1997: Luis Emilio Jarrín (kommissarisch nach Parteiaustritt Gallardos)
- 1997–2004: Rodrigo Borja
- 2004–2007: Guillermo Landázuri
- 2007–2009: Andrés Páez
- Seit 2009: Dalton Bacigalupo

## Wahlergebnisse
Die Wahlergebnisse der ID verbesserten sich im Zeitablauf zwischen 1978 und 1988 kontinuierlich. Nach der Präsidentschaft Borja fiel der Wählerzuspruch bis zu den Präsidentschafts- und Parlamentswahlen von 1996 merklich. Seit 1998 stieg der Wählerzuspruch erneut, fiel aber bei der Präsidentschafts- und Parlamentswahl 2006 deutlich ab.

### Präsidentschaftskandidaten 1978–2006
- 1978/79: Rodrigo Borja: mit 12,0 % der Stimmen im ersten Wahlgang Viertplatzierter.
- 1984: Rodrigo Borja: mit 48,5 % der Stimmen im zweiten Wahlgang León Febres Cordero (PSC u. a.) unterlegen. Die ID trat im Wahlbündnis mit der vom verstorbenen Präsidenten Roldós gegründeten Partei Pueblo, Cambio y Democracia an.
- 1988: Rodrigo Borja: mit 54 % der Stimmen im zweiten Wahlgang gegen Abdalá Bucaram (PRE) erfolgreich.
- 1992: Raúl Baca: mit 8,5 % der Stimmen im ersten Wahlgang ausgeschieden.
- 1996: keine eigene Kandidatur; Unterstützung der Kandidatur des vom Pachakutik aufgestellten unabhängigen Freddy Ehlers, der im ersten Wahlgang 20,6 % der Stimmen erhielt und den dritten Platz hinter Abdalá Bucaram (PRE) und Jaime Nebot (PSC) belegte.
- 1998: Rodrigo Borja: mit 16,1 % der Stimmen im ersten Wahlgang Drittplatzierter hinter Jamil Mahuad (DP) und Álvaro Noboa (PRE), nicht im zweiten Wahlgang.
- 2002: Rodrigo Borja: mit 14,0 % der Stimmen im ersten Wahlgang Viertplatzierter hinter Lucio Gutiérrez (PSP), Álvaro Noboa (PRIAN) und León Roldós (MCNP, unabhängig), nicht im zweiten Wahlgang.
- 2006: León Roldos, in Wahlbündnis mit dessen Partei Red Ética y Democracia: mit 14,8 % der Stimmen im ersten Wahlgang Viertplatzierter hinter Álvaro Noboa (PRIAN), Rafael Correa (PAÍS/PS-FA) und Gilmar Gutiérrez (PSP) nicht im zweiten Wahlgang.

### Letzte Wahlergebnisse (2002, 2004, 2006, 2007, 2009)

#### Präsidentschaftswahlen (2002, 2006)
Bei den Präsidentschaftswahlen 2002 erhielt der Kandidat der ID, Rodrigo Borja, 14,0 Prozent der Stimmen und belegte den vierten Platz hinter Lucio Gutiérrez (PSP), Álvaro Noboa (PRIAN) und  León Roldós (Movimiento Ciudadano Nuevo País (unabhängig)). Bei den Präsidentschaftswahlen 2006 belegte León Roldós nunmehr als gemeinsamer Kandidat seiner neuen politischen Bewegung Red Ética y Democracia (RED) und der ID wie Borja vier Jahre zuvor den vierten Platz im ersten Wahlgang hinter Álvaro Noboa, dem späteren Präsidenten Rafael Correa (Movimiento PAÍS/PS-FA) und Gilmar Gutiérrez, dem Bruder des 2002 siegreichen Lucio (PSP).

#### Parlamentswahlen (2002, 2006, 2009) und Wahl zur Verfassunggebenden Versammlung (2007)
Bei Wahlen zum Nationalkongress 2002 erhielt die Partei insgesamt 12,0 Prozent der Stimmen. Die ID erhielt 13 plus drei in Wählerbündnissen mit anderen Parteien errungenene Sitze (von 100). Hinter PSC und PRE war sie damit drittstärkste Partei. Vor den Wahlen im Oktober 2006 stellte die Partei nach Ausscheiden und Nachrücken von Abgeordneten aus dem Nationalkongress  mit 15 Abgeordneten die zweitgrößte Fraktion. Mit Wilfrido Lucero stellt sie bis zum Ende der Legislaturperiode am 5. Januar 2007 auch den Kongresspräsidenten.
In den meisten Provinzen trat die ID bei den Parlamentswahlen am 15. Oktober 2006 gemeinsam mit RED an. Auf gemeinsamen Listen errangen beide Parteien 10 Sitze, dazu jeweils einen in Provinzen, in denen sie getrennt antraten. Ihr gemeinsamer Stimmanteil betrug auf nationaler Ebene etwa 12,7 %. Sowohl bezüglich der Sitze als auch auf den Stimmanteil bezogen verlor die Partei damit im Vergleich zur vorhergehenden Wahl deutlich. Sie wurde nur in einer Provinz stärkste Partei, in ihrer traditionellen Hochburg, der Provinz Pichincha, in der ID/RED 25,2 % der Stimmen erhielten. In der größten Provinz des Landes, der Küstenprovinz Guayas, in der ID traditionell nur schwach vertreten ist, traten die Parteien getrennt an und ID erhielt 1,95 % der Stimmen (RED 6,25 %). Nach der Wahl einigten sich beide Parteien darauf, im Nationalkongress keine gemeinsame Gruppe zu bilden, so dass ID zu Beginn der Legislaturperiode 2007–2011 sieben, RED fünf Abgeordnete stellte.
Die Legislaturperiode wurde jedoch deutlich verkürzt, da im September 2007 eine Verfassunggebende Versammlung gewählt wurde. Von deren 130 Abgeordneten stellte ID lediglich drei, je einen für die Provinz Carchi, die Provinz Chimborazo und die Provinz Pichincha, wobei letztere beiden über Wahlbündnisse mit MPD und anderen Parteien gewählt wurden. ID stellte damit nur die siebtgrößte Gruppe in der Versammlung.
Bei den Wahlen zur Nationalversammlung 2009 errang die ID nur 2 Abgeordnete.

#### Regional- und Kommunalwahlen (2004)
Nach den Regional- und Lokalwahlen von 2004 stellt die ID die Präfekten der Provinzen Pichincha, Azuay, Carchi und Loja. Auch der Präfekt der Provinz Tungurahua wurde über ein Wahlbündnis gewählt, an dem ID beteiligt war. Alle genannten Provinzen liegen im Andenhochland, wo die Partei sehr viel bessere Wahlergebnisse als in der von PSC, PRE und PRIAN dominierten Küstenregion erhält. Die Bürgermeister der meisten Provinzhauptstädte des Andenhochlandes gehören der ID an (Quito, Guaranda, Ibarra, Tulcán, Cuenca) oder wurden für Wahlbündnisse, an denen die Partei beteiligt war, gewählt (Loja, Ambato). Insgesamt wurden bei den Wahlen 2004 in 12 der 219 Kantone des Landes von ID allein aufgestellte Kandidaten ins Bürgermeisteramt gewählt sowie in 16 weiteren Kantonen Kandidaten von Wahlbündnissen mit ID-Beteiligung.